# Nicéphore II (métropolite de Kiev)
Nicéphore II fut patriarche de Kiev et de toute la Russie de 1182 à 1198.